# Mini
Austin Rover Mini je malý osobní automobil, který projektoval britský konstruktér řeckého původu Alec Issigonis a jeho design navrhl Leonard Lord jako projekt ADO15 (Amalgamated Drawing Office Project číslo 15).

## Mini (1959–2000)
Toto vozidlo bylo na trh uvedeno v roce 1959. Na začátku 60. let 20. století se stalo jedním z nejoblíbenějších evropských vozů.
Mini vstoupil na trh v době po Suezské krizi, kdy zejména Velká Británie jako důsledek pociťovala obrovský nedostatek paliva. Na to zareagoval konstrukční tým koncernu British Motor Corporation, jehož hlavní divize Austin a Morris vůz Mini později vyráběly. Hlavní konstruktér, již zmiňovaný Alec Issigonis, navrhl převratný způsob konstrukce tohoto bezesporu revolučního vozu. Typ konstrukce „vše vepředu“ – to znamená motor, náhon předních kol i převodovka. Převratné bylo i umístění motoru napříč (do té doby sériově produkované například v automobilech DKW nebo Trabantu P50), které dávalo mnohem více prostoru pro posádku a umožňovalo co nejmenší rozměry vozu. Mini se podle předpokladů stal prodejním trhákem a vyráběl se až do roku 2000, přičemž se vyrobilo 5 387 862 vozů.[zdroj?]

## První generace MINI (2001–2007)
Nástupce navazující na původní Mini přišel v roce 2001, kdy značku Mini převzalo BMW. Designeři tohoto vozu odmítají označení retro, podle jejich slov jde pouze o pokračování designérské linie nastavené původním Mini. Hlavní zásluhu na zajímavém designu nové generace měl Frank Stephenson, které vytvořil např. první generaci BMW X5 nebo spolupracoval na designu několika současných Ferrari, v poslední době pracoval i na Fiatu 500.

## Druhá generace MINI (2007–dosud)
Nová generace přišla v roce 2007 a přinesla spíše evoluci designovou, než technickou. Jedinými designovými změnami bylo přestěhování směrových světel do zakulacenějších předních světlometů a pozměněné zadní světlomety na sloupku C. Vůz byl prodloužen o zhruba 20 cm, čehož si ale málokdo na první pohled všimne.
Prodávají se čtyři verze:
1. MINI Cooper D – se vznětovým motorem
2. MINI One – základní model se zážehovým motorem o obsahu 1,6l
3. MINI Cooper – silnější model se zážehovým motorem 1,6l bez turba
4. MINI Cooper S – nejsilnější model se zážehovým motorem 1,6l přeplňovaný turbem, max. rychlost: 230 km/h

Z 0 na 100 km/h = 6,57 sekundy
1. MINI Cooper S John Cooper Works – se zážehovým motorem 1,6l 155 kW
2. MINI Cooper S JCW GP – okruhové mini, které je odlehčené a disponuje vyšším výkonem

V roce 2007 se na autosalonu ve Frankfurtu představila také verze kombi s názvem Clubman. Motorizace je obdobná jako u krátké varianty, pouze z nabídky vypadl nejslabší zážehový motor 1,4l. Existuje i provedení v kabrioletu, nebo terénní verze Mini.

## Závodní verze

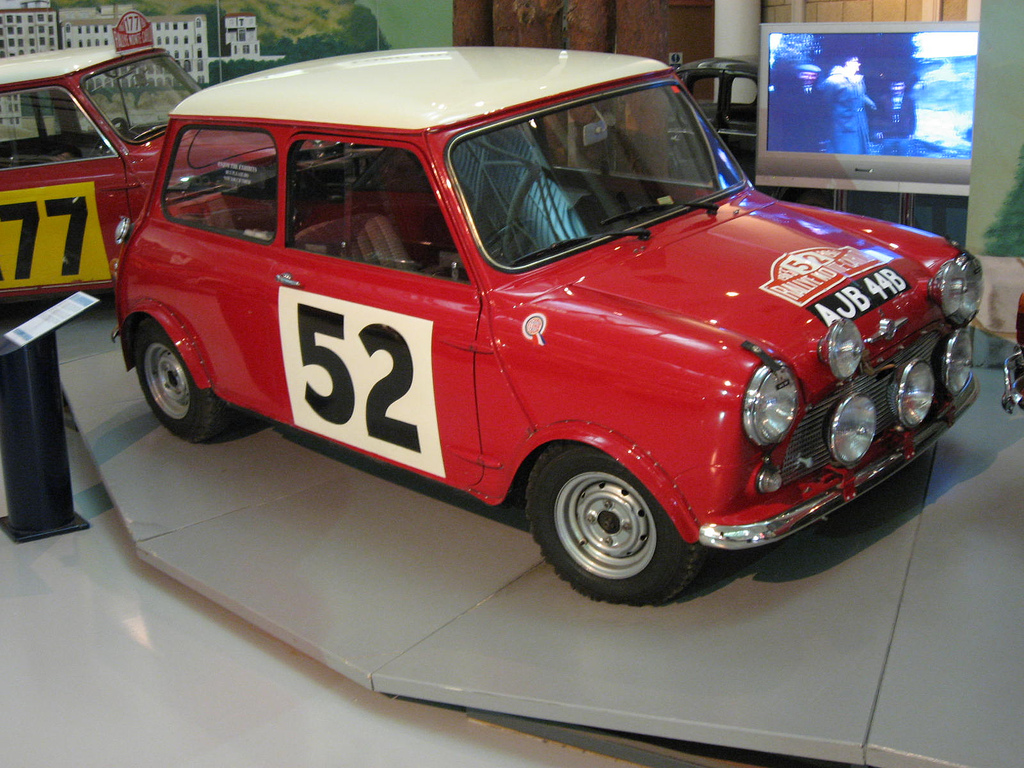
Vítězné Mini z Rallye Monte Carlo

Ve verzi Mini Cooper S se automobil stal velice úspěšným v rallye. Už odpočátku se automobilka BMC chtěla se svým vozem zviditelnit. Původcem myšlenky na stavbu závodního vozu byl John Cooper. Tvůrcům vozu se však tento nápad nelíbil. Cooper však nakonec vedení automobilky přesvědčil a v roce 1961 se objevila verze Mini Cooper, o dva roky později sportovnější varianta S.
Prvním startem byla nizozemská Tulip Rally v roce 1962, kdy s ním zvítězila Pat Moss (sestra Stirlinga Mosse). Do konce roku pak vůz vyhrál dalších 153 soutěží. Na slavné Rallye Monte Carlo 1963 dojel vůz na třetí pozici, když jej řídil Rauno Aaltonen. Na Rallye Monte Carlo 1964 již továrna nasadila 6 vozů a dalších 24 bylo řízeno soukromými jezdci. Za tým tehdy soutěžili Aaltonen, Patrick Hopkirk nebo Timo Mäkinen. Výkon motoru byl naladěn na 100 koní. O rok později Hopkirk bojoval o vítězství za Ljungfeldtem s vozem Ford Falcon V8. Hopkirk nakonec vybojoval pro Mini první vítězství. Na Rallye Monte Carlo 1965 zvítězil Makinen a na Rallye Monte Carlo 1966 se seřadili Mini na prvních třech pozicích v pořadí Makinen, Aaltonen a Hopkirk. Vozy byly ale vyloučeny kvůli přídavným světlometům. Aaltonen pak ještě zvítězil na Rallye Monte Carlo 1967 a Hopkirk na Acropolis rallye 1967.
Cooper S byl poháněn motorem o objemu 1071 cm³ a dosahoval výkonu 70 koní. Zrychlení z nuly na 100 km/h zvládl za 13 sekund. Vůz měl přední kotoučové brzdy a posilovač brzd. V roce 1964 byl do vozu dodáván nový motor 1275 cm³ o výkonu 76 koní.